# فيتري (محافظة)
فيتري هي واحدة من المحافظات الثلاث التي تشكل إقليم البطحة في تشاد. العاصمة ياو .